# Ágost Ferdinánd porosz királyi herceg
Ágost Ferdinánd porosz királyi herceg (németül: Prinz August Ferdinand von Preußen; Berlin, 1730. május 23. – Berlin, 1813. május 2.) porosz királyi herceg, a johannita lovagrend brandenburgi ágának 31. nagymestere.

## Élete
Ágost Ferdinánd porosz királyi herceg 1730. május 23-án jött világra a porosz fővárosban I. Frigyes Vilmos porosz király (1688–1740) és Zsófia Dorottya hannoveri és braunschweig–lüneburgi hercegnő tizennegyedik, utolsó gyermekeként, egyben hetedik fiaként. Édesapja a porosz királyi mellett a brandenburgi választófejedelmi címet is viselte; édesanyja braunschweigi hercegnőként született, a I. György brit király egyetlen leánygyermeke volt, azonban ennek ellenére sosem viselt brit hercegnői címet, mivel édesapja már a hercegnő házasságkötése után lett a szigetország uralkodója. A porosz királyi párnak tizennégy gyermeke született, s közülük tízen érték meg a felnőttkort, a többiek kisgyermekként elhaláloztak. Ágost Ferdinánd herceg az életben maradt fiúgyermekek közül a negyedik volt.
Zsófia Dorottya királyné gondosan választott ki fiai számára hugenotta magántanítókat, így a hercegek a latin és az olasz nyelv mellett a franciát is elsajátíthatták. Ez lényegbevágó volt, hiszen a porosz udvar nyelve ekkoriban a francia volt, a királyi család tagjai ezt használták hétköznapi társalgásaik során; emellett a francia kultúra átitatta az udvari életet, mintaként szolgált. Ugyanakkor a porosz uralkodó úgy utasította a fiúgyermekek nevelőit, hogy „arra ösztökélje őket, nehogy tudósok legyenek, hanem hivatásuk szerint bátor katonák és tisztek…” A hercegek életpályáját kiskorukban, egyéni képességeikre és álmaikra való tekintet nélkül eldöntötték, igazodva a porosz katonai hagyományokhoz. Ágost Ferdinánd herceget annál is inkább a katonai pályára szánták, mivel a legkisebb fiúként kevés esélye volt a trón öröklésére. Ebből kifolyólag már kisgyermekként gyakorlatoztatták, tanítói vívást és lovaglást is oktattak neki. Neveltetése együtt folyt fiatalabbik bátyjaival, Ágost Vilmossal és Henrikkel; ők hárman életük végéig szoros kapcsolatot ápoltak, közelebb álltak egymáshoz, mint többi testvérükhöz.
Ágost Ferdinánd herceg alig ötévesen a Koronaherceg gyalogsági ezred tagja lett. Bátyjai mellett viszonylag kevés figyelmet fordítottak rá, mivel nem volt sem vezető személyiség, sem kiemelkedően tehetséges a hadászatban. Mindazonáltal Lehndorff gróf királynéi kamarás így írt a hercegről: „Tehetséges, barátságos és őszinte. A legjobb politikája az, hogy megszeretteti magát [az emberekkel].” 1740. május 31-én elhunyt I. Frigyes Vilmos király. Örökébe II. Frigyes lépett, aki nem pusztán az ország kormányzását vette át, hanem a királyi família családfőjének szerepét is. Az új király nemcsak öccseitől, de özvegy édesanyjától és már kiházasodott nővéreitől is elvárta, hogy eleget tegyenek parancsainak, ez pedig összetűzésekhez vezetett a királyi családon belül, elsősorban II. Frigyes és öccsei között. Ágost Ferdinánd herceg azonban sosem került annyira élesen szembe az új királlyal, mint Henrik herceg. II. Frigyes az édesapjuk által kijelölt úton és meghatározott szellemiségben kívánta folytatni öccsei taníttatását és kiképzését: még ebben az évben kinevezte legkisebbik öccsét a 34. gyalogsági ezred főnökévé.
1755. szeptember 27-én Charlottenburg kastélyában a porosz királyi herceg feleségül vette Erzsébet Lujza brandenburg–schwedti hercegnőt (1738–1820), Frigyes Vilmos brandenburg–schwedti őrgróf leányát. A hercegnő édesanyja I. Frigyes Vilmos porosz király kilencedik gyermeke volt, így a vőlegény és a menyasszony nagybácsi-unokahúg kapcsolatban álltak egymással. A hercegnő a visszaemlékezések tanúsága szerint vidám, szépséges teremtés volt. A házasságból hét gyermek született, akik közül csak hárman érték meg a felnőttkort:

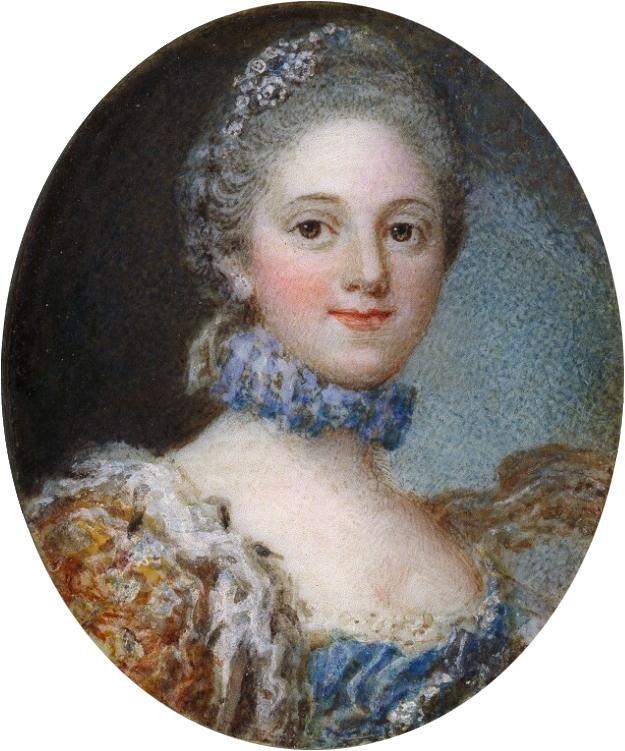
A herceg felesége, Erzsébet Lujza

- Friderika Erzsébet (1761–1773), gyermekként elhalálozott
- Henrik Emil (1769–1773), kisgyermekként elhalálozott
- Friderika Lujza (1770–1836), férje Antoni Henryk Radziwiłł herceg
- Keresztély (1771–1790), fiatalon elhalálozott
- Lajos Ferdinánd (1772–1806), hadvezér és zeneszerző
- Pál (1776), csecsemőként elhalálozott
- Ágost (1779–1843), hadvezér

A hétéves háború (1756–1763) kitörésekor a herceget vezérőrnaggyá léptették elő. Októberben elkísérte a porosz királyt a szászországi a csehországi hadjáratra; harcolt a boroszlói és a leutheni csatában. 1758-ban egyre inkább elhatalmasodó betegsége – mellkasi fájdalmak kínozták – miatt le kellett szerelnie a hadseregtől, és ettől kezdve csendesen, visszavonultan élt, a politikába nem szólt bele. A herceg 1876-ban a főváros Tiergarten részében nyári rezidenciát építtetett neoklasszicista stílusban, Michael Philipp Boumann tervei alapján.
1762. szeptember 12-én a porosz királyi herceget a johannita lovagrend brandenburgi ágának nagymesterévé választották. A brandenburgi lovagrend magát a történelmi, keresztes háborúkban részt máltai lovagrend örökösének tekintette; ugyanakkor protestáns keretek között működött a porosz uralkodó védőszárnyai alatt. Ágost Ferdinánd herceg egészen 1811-ig viselte a lovagrend nagyhercegi címét; ekkor a porosz király a korona uralma alá vonta a rend hatalmát és vagyonát, átalakítva a szervezetet a Szent János-érdemrenddé. A lovagrend tagjai automatikusan a katonai érdemrend birtokosai lettek; Ágost Ferdinánd herceg pedig továbbra is vezetőjükként működött és a rend palotájában, az Ordenspalaisban lakott. Ágost Ferdinánd herceg ezenfelül tagja volt a legrangosabb porosz katonai kitüntetést jelentő Fekete sas-rendnek is.
Ágost Ferdinánd porosz királyi herceg 1813. május 2-án hunyt el a porosz fővárosban. Emlékére a johannita lovagrend palotáját átnevezték Ferdinánd-palotára, valamint 1871-től egy alapítvány – Ferdinand-von-Preußen-Stiftung – is viselte nevét. Berlini nyári palotája, a Bellevue-kastély ma a mindenkori német államfő rezidenciája.

## Fordítás
- Ez a szócikk részben vagy egészben  az   August Ferdinand von Preußen című német Wikipédia-szócikk ezen változatának fordításán alapul.  Az eredeti cikk szerkesztőit annak laptörténete sorolja fel. Ez a jelzés csupán a megfogalmazás eredetét és a szerzői jogokat jelzi, nem szolgál a cikkben szereplő információk forrásmegjelöléseként.